# Valinhos
Valinhos este un oraș în São Paulo (SP), Brazilia.